# 29. travnja
29. travnja (29. 4.) 119. je dan godine po gregorijanskom kalendaru (120. u prijestupnoj godini).
Do kraja godine ima još 246 dana.

## Događaji
- 1429. – Ivana Orleanska oslobodila Orleans, grad koji su britanske trupe opsjedale sedam mjeseci.
- 1661. – Kineska dinastija Ming okupirala Tajvan.
- 1861. – Biskup Josip Juraj Strossmayer službeno je na sjednici Hrvatskoga sabora pokrenuo pitanje osnivanja Akademije.
- 1862. – Snage Unije pod vodstvom Davida Farraguta osvojile su New Orleans.
- 1945. – Adolf Hitler izdiktirao je posljednju volju i oporuku svojoj tajnici u Führerbunkeru te se zatim oženio Evom Braun u kratkoj ceremoniji.
- 1945. – Jedinice Sedme američke armije oslobodile zloglasni koncentracijski logor Dachau u blizini Münchena, Hitlerovu tvornicu smrti u kojoj je ubijeno na tisuće Židova, Roma i Slavena.
- 1945. – Drugi svjetski rat: Snage nacističke Njemačke kapitulirale u sjevernoj Italiji, Austriji, Štajerskoj i Koruškoj.
- 1991. – U Vinkovcima je ustrojena 3. gardijska brigada "Kune", jedna od 4 najelitnije hrvatske brigade.
- 1991. – U potresu u Gruziji poginulo više od 140 ljudi.
- 1993. – Na preporuku Vijeća sigurnosti UN-a, Generalna skupština isključila SRJ iz Ekonomsko-socijalnog vijeća ove međunarodne organizacije
- 1994. – Tvrtka Commodore proglasila je bankrot.
- 1999. – Kontaktna skupina u Rimu usvojila je paket sankcija protiv SRJ zbog pogoršanja stanja na Kosovu.

| mjeseci i dani u godini | mjeseci i dani u godini                                                                                            |
| ----------------------- | --- |
|                         | |
| siječanj                | 1. 2. 3. 4. 5. 6. 7. 8. 9. 10. 11. 12. 13. 14. 15. 16. 17. 18. 19. 20. 21. 22. 23. 24. 25. 26. 27. 28. 29. 30. 31. |
|                         | |
| veljača                 | 1. 2. 3. 4. 5. 6. 7. 8. 9. 10. 11. 12. 13. 14. 15. 16. 17. 18. 19. 20. 21. 22. 23. 24. 25. 26. 27. 28. 29.         |
|                         | |
| ožujak                  | 1. 2. 3. 4. 5. 6. 7. 8. 9. 10. 11. 12. 13. 14. 15. 16. 17. 18. 19. 20. 21. 22. 23. 24. 25. 26. 27. 28. 29. 30. 31. |
|                         | |
| travanj                 | 1. 2. 3. 4. 5. 6. 7. 8. 9. 10. 11. 12. 13. 14. 15. 16. 17. 18. 19. 20. 21. 22. 23. 24. 25. 26. 27. 28. 29. 30.     |
|                         | |
| svibanj                 | 1. 2. 3. 4. 5. 6. 7. 8. 9. 10. 11. 12. 13. 14. 15. 16. 17. 18. 19. 20. 21. 22. 23. 24. 25. 26. 27. 28. 29. 30. 31. |
|                         | |
| lipanj                  | 1. 2. 3. 4. 5. 6. 7. 8. 9. 10. 11. 12. 13. 14. 15. 16. 17. 18. 19. 20. 21. 22. 23. 24. 25. 26. 27. 28. 29. 30.     |
|                         | |
| srpanj                  | 1. 2. 3. 4. 5. 6. 7. 8. 9. 10. 11. 12. 13. 14. 15. 16. 17. 18. 19. 20. 21. 22. 23. 24. 25. 26. 27. 28. 29. 30. 31. |
|                         | |
| kolovoz                 | 1. 2. 3. 4. 5. 6. 7. 8. 9. 10. 11. 12. 13. 14. 15. 16. 17. 18. 19. 20. 21. 22. 23. 24. 25. 26. 27. 28. 29. 30. 31. |
|                         | |
| rujan                   | 1. 2. 3. 4. 5. 6. 7. 8. 9. 10. 11. 12. 13. 14. 15. 16. 17. 18. 19. 20. 21. 22. 23. 24. 25. 26. 27. 28. 29. 30.     |
|                         | |
| listopad                | 1. 2. 3. 4. 5. 6. 7. 8. 9. 10. 11. 12. 13. 14. 15. 16. 17. 18. 19. 20. 21. 22. 23. 24. 25. 26. 27. 28. 29. 30. 31. |
|                         | |
| studeni                 | 1. 2. 3. 4. 5. 6. 7. 8. 9. 10. 11. 12. 13. 14. 15. 16. 17. 18. 19. 20. 21. 22. 23. 24. 25. 26. 27. 28. 29. 30.     |
|                         | |
| prosinac                | 1. 2. 3. 4. 5. 6. 7. 8. 9. 10. 11. 12. 13. 14. 15. 16. 17. 18. 19. 20. 21. 22. 23. 24. 25. 26. 27. 28. 29. 30. 31. |
|                         | |
| ostali datumi           | 0. siječnja · 30. veljače · 31. veljače · 0. ožujka                                                                |

| mjeseci i dani u godini | mjeseci i dani u godini                                                                                            |
| ----------------------- | --- |
|                         | |
| siječanj                | 1. 2. 3. 4. 5. 6. 7. 8. 9. 10. 11. 12. 13. 14. 15. 16. 17. 18. 19. 20. 21. 22. 23. 24. 25. 26. 27. 28. 29. 30. 31. |
|                         | |
| veljača                 | 1. 2. 3. 4. 5. 6. 7. 8. 9. 10. 11. 12. 13. 14. 15. 16. 17. 18. 19. 20. 21. 22. 23. 24. 25. 26. 27. 28. 29.         |
|                         | |
| ožujak                  | 1. 2. 3. 4. 5. 6. 7. 8. 9. 10. 11. 12. 13. 14. 15. 16. 17. 18. 19. 20. 21. 22. 23. 24. 25. 26. 27. 28. 29. 30. 31. |
|                         | |
| travanj                 | 1. 2. 3. 4. 5. 6. 7. 8. 9. 10. 11. 12. 13. 14. 15. 16. 17. 18. 19. 20. 21. 22. 23. 24. 25. 26. 27. 28. 29. 30.     |
|                         | |
| svibanj                 | 1. 2. 3. 4. 5. 6. 7. 8. 9. 10. 11. 12. 13. 14. 15. 16. 17. 18. 19. 20. 21. 22. 23. 24. 25. 26. 27. 28. 29. 30. 31. |
|                         | |
| lipanj                  | 1. 2. 3. 4. 5. 6. 7. 8. 9. 10. 11. 12. 13. 14. 15. 16. 17. 18. 19. 20. 21. 22. 23. 24. 25. 26. 27. 28. 29. 30.     |
|                         | |
| srpanj                  | 1. 2. 3. 4. 5. 6. 7. 8. 9. 10. 11. 12. 13. 14. 15. 16. 17. 18. 19. 20. 21. 22. 23. 24. 25. 26. 27. 28. 29. 30. 31. |
|                         | |
| kolovoz                 | 1. 2. 3. 4. 5. 6. 7. 8. 9. 10. 11. 12. 13. 14. 15. 16. 17. 18. 19. 20. 21. 22. 23. 24. 25. 26. 27. 28. 29. 30. 31. |
|                         | |
| rujan                   | 1. 2. 3. 4. 5. 6. 7. 8. 9. 10. 11. 12. 13. 14. 15. 16. 17. 18. 19. 20. 21. 22. 23. 24. 25. 26. 27. 28. 29. 30.     |
|                         | |
| listopad                | 1. 2. 3. 4. 5. 6. 7. 8. 9. 10. 11. 12. 13. 14. 15. 16. 17. 18. 19. 20. 21. 22. 23. 24. 25. 26. 27. 28. 29. 30. 31. |
|                         | |
| studeni                 | 1. 2. 3. 4. 5. 6. 7. 8. 9. 10. 11. 12. 13. 14. 15. 16. 17. 18. 19. 20. 21. 22. 23. 24. 25. 26. 27. 28. 29. 30.     |
|                         | |
| prosinac                | 1. 2. 3. 4. 5. 6. 7. 8. 9. 10. 11. 12. 13. 14. 15. 16. 17. 18. 19. 20. 21. 22. 23. 24. 25. 26. 27. 28. 29. 30. 31. |
|                         | |
| ostali datumi           | 0. siječnja · 30. veljače · 31. veljače · 0. ožujka                                                                |